# Annelies Maas
Annelies Maas (Wageningen, 25 januari 1960) is een voormalig langeafstandszwemster. Ze verbeterde diverse Nederlandse en Europese records. Ook vertegenwoordigde ze Nederland op diverse internationale wedstrijden waaronder tweemaal op de Olympische Spelen. 
Zij won een bronzen medaille bij de 4 x 100 meter vrije slag tijdens de Olympische Spelen van 1980 in Moskou samen met Conny van Bentum, Reggie de Jong en Wilma van Velsen. Haar beste individuele prestatie was de vierde plaats bij de 200 meter vrije slag tijdens de Olympische Spelen van 1976 in Montreal.

## Europese records
- 1500 m vrije slag (LB) - 17:04.20 (Greenville, 1977)
- 1500 m vrije slag (LB) - 16:47.11 (Santa Clara, 1977)

## Palmares

### 200 m vrije slag
- 1976: 4e Olympische Spelen - 2.02,56

### 400 m vrije slag
- 1976: 7e Olympische Spelen - 4.17,44
- 1980: 6e Olympische Spelen - 4.15,79

### 4x100 m vrije slag
- 1976: 4e Olympische Spelen - 3.51,67
- 1980:  Olympische Spelen - 3.49,51